# Список умерших в 732 году

## Дата смерти неизвестна или требует уточнения
- Абду-р-Рахман аль-Гафики, арабский военачальник и государственный деятель, вали провинции Аль-Андалус Омейядского халифата (721—722 и 730—732).
- Арментарий из Павии, католический святой, епископ Павии (711—732).
- Ата ибн Абу Рабах, мусульманский учёный поколения табиин, известный хадисовед, муфтий Мекки.
- Джарир ибн Атия, арабский поэт-сатирик.
- Ромуальд II, герцог Беневенто (706—732).
- Элотах мак Фаэлхон, король Уи Хеннселайг (Южного Лейнстера) (727—732/733).